# Silaing Bawah
Silaing Bawah is een bestuurslaag in het regentschap Padang Panjang van de provincie West-Sumatra, Indonesië. Silaing Bawah telt 4675 inwoners (volkstelling 2010).